# Inhibiteur incompétitif

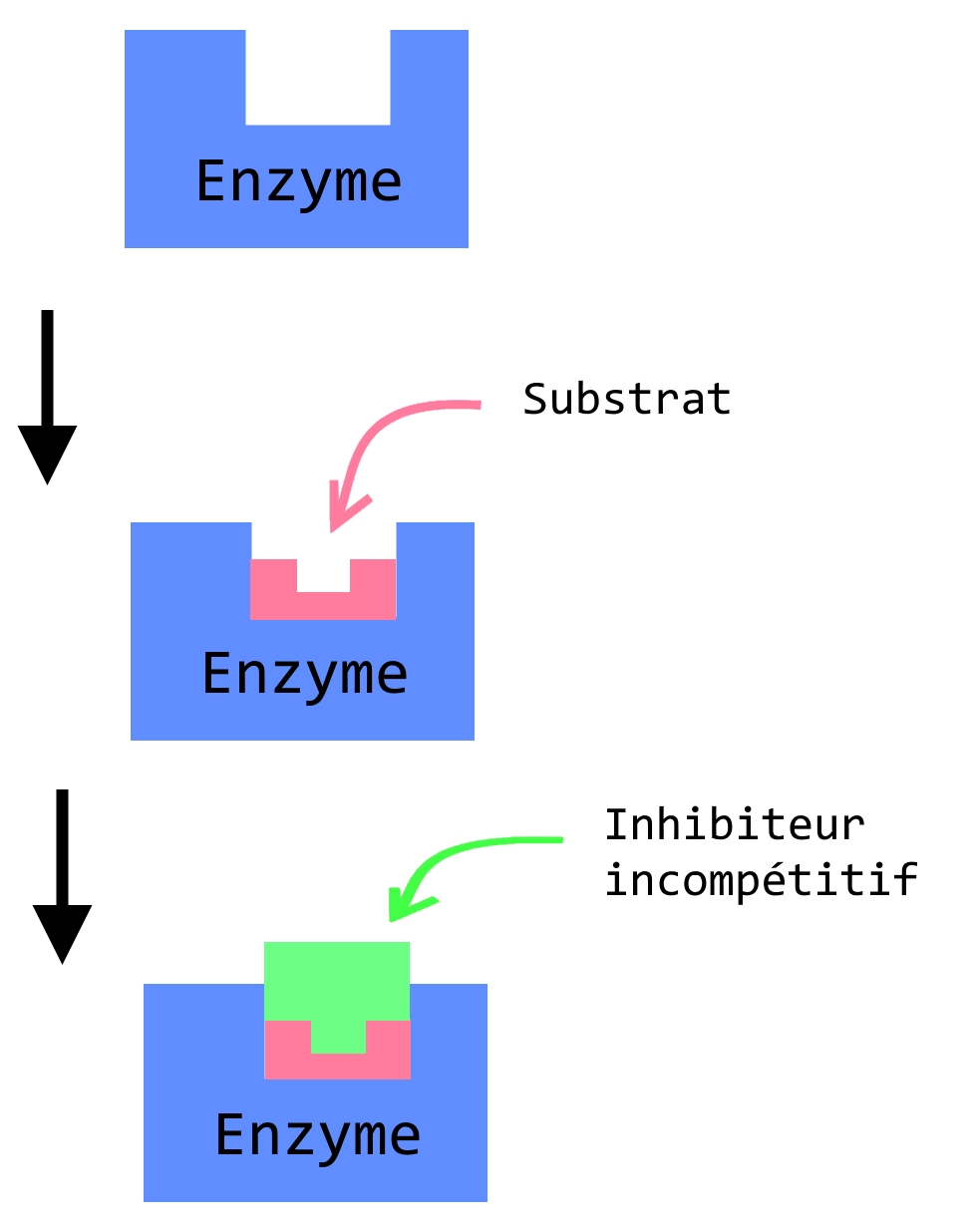
Inhibition incompétitive

Un inhibiteur incompétitif est un inhibiteur enzymatique qui agit en se liant au complexe enzyme-substrat mais pas à l'enzyme seule. Il bloque la réaction chimique normalement catalysée, de sorte que le complexe enzyme-substrat-inhibiteur ne peut évoluer qu'en redonnant le complexe enzyme-substrat.

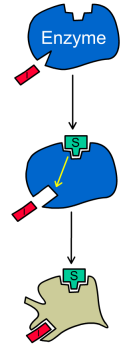
Inhibition incompétitive

Ce type d'inhibiteur diffère donc d'un inhibiteur compétitif (qui ne peut se lier qu'à une enzyme dont le site actif est libre) ainsi que d'un inhibiteur non compétitif (qui peut se lier aussi bien à l'enzyme dont le site actif est libre qu'au complexe enzyme-substrat).

## Mécanisme
Ce type d'inhibition conduit à l'augmentation de l'affinité apparente de l'enzyme pour son substrat car elle réduit la concentration effective du complexe enzyme-substrat. Par conséquent, la constante de Michaelis Km diminue. La vitesse maximum Vmax de la réaction diminue également, car il faut plus de temps pour que les produits de réaction se forment et quittent le site actif de l'enzyme après la formation du complexe enzyme-substrat.
Un inhibiteur incompétitif est d'autant plus efficace que la concentration en substrat est élevée, car il n'agit que sur le complexe enzyme-substrat.

Représentation de Lineweaver-Burk soulignant la réduction de la vitesse maximum V_{max} avec l'augmentation de la concentration de l'inhibiteur incompétitif tandis que la constante de Michaelis K_{m} décroît également.